# Queen's Club Championships 2017
I Queen's Club Championships 2017, noti anche come AEGON Championships per motivi di sponsorizzazione, sono stati un torneo di tennis su campi di erba, facente parte dell'ATP Tour 500, nell'ambito dell'ATP World Tour 2017. È stata la 124ª edizione dell'evento e si è giocata nell'impianto del Queen's Club a Londra, in Inghilterra, dal 19 al 25 giugno 2017.

## Partecipanti

### Teste di serie
| Nazionalità | Giocatore          | Ranking* | Testa di serie |
| ----------- | ------------------ | -------- | -------------- |
| Regno Unito | Andy Murray        | 1        | 1              |
| Svizzera    | Stan Wawrinka      | 3        | 2              |
| Canada      | Milos Raonic       | 6        | 3              |
| Croazia     | Marin Čilić        | 7        | 4              |
| Francia     | Jo-Wilfried Tsonga | 11       | 5              |
| Bulgaria    | Grigor Dimitrov    | 12       | 6              |
| Rep. Ceca   | Tomáš Berdych      | 14       | 7              |
| Stati Uniti | Jack Sock          | 18       | 8              |
| Australia   | Nick Kyrgios       | 20       | 9              |

* Ranking al 12 giugno 2017.

### Altri partecipanti
I seguenti giocatori hanno ricevuto una wild card:
- Thanasi Kokkinakis
- Cameron Norrie
- James Ward

I seguenti giocatori sono passati dalle qualificazioni:

- Julien Benneteau
- Jérémy Chardy
- Stefan Kozlov
- Denis Shapovalov

I seguente giocatori sono entrati in tabellone come lucky loser:
- Liam Broady
- Jordan Thompson

### Ritiri
Prima del torneo
- Juan Martín del Potro →sostituito da  Nikoloz Basilašvili
- David Goffin →sostituito da  Adrian Mannarino
- Rafael Nadal →sostituito da  Jordan Thompson
- Diego Schwartzman →sostituito da  Kyle Edmund
- Jack Sock →sostituito da  Liam Broady

Durante il torneo
- Nick Kyrgios

## Campioni

### Singolare
Feliciano López ha sconfitto in finale  Marin Čilić con il punteggio di 4-6, 7–6(2), 7–6(8).
- È il sesto titolo in carriera per López, primo della stagione.

### Doppio
Jamie Murray /  Bruno Soares hanno sconfitto in finale  Julien Benneteau /  Édouard Roger-Vasselin con il punteggio di 6-2, 6-3.